# Хістаїн
Хістаїн (ісп. Gistaín, араг. Chistén) — муніципалітет в Іспанії, у складі автономної спільноти Арагон, у провінції Уеска. Населення — 154 особи (2009).
Муніципалітет розташований на відстані близько 410 км на північний схід від Мадрида, 80 км на північний схід від Уески.

## Демографія
Динаміка населення (INE ):

## Галерея зображень

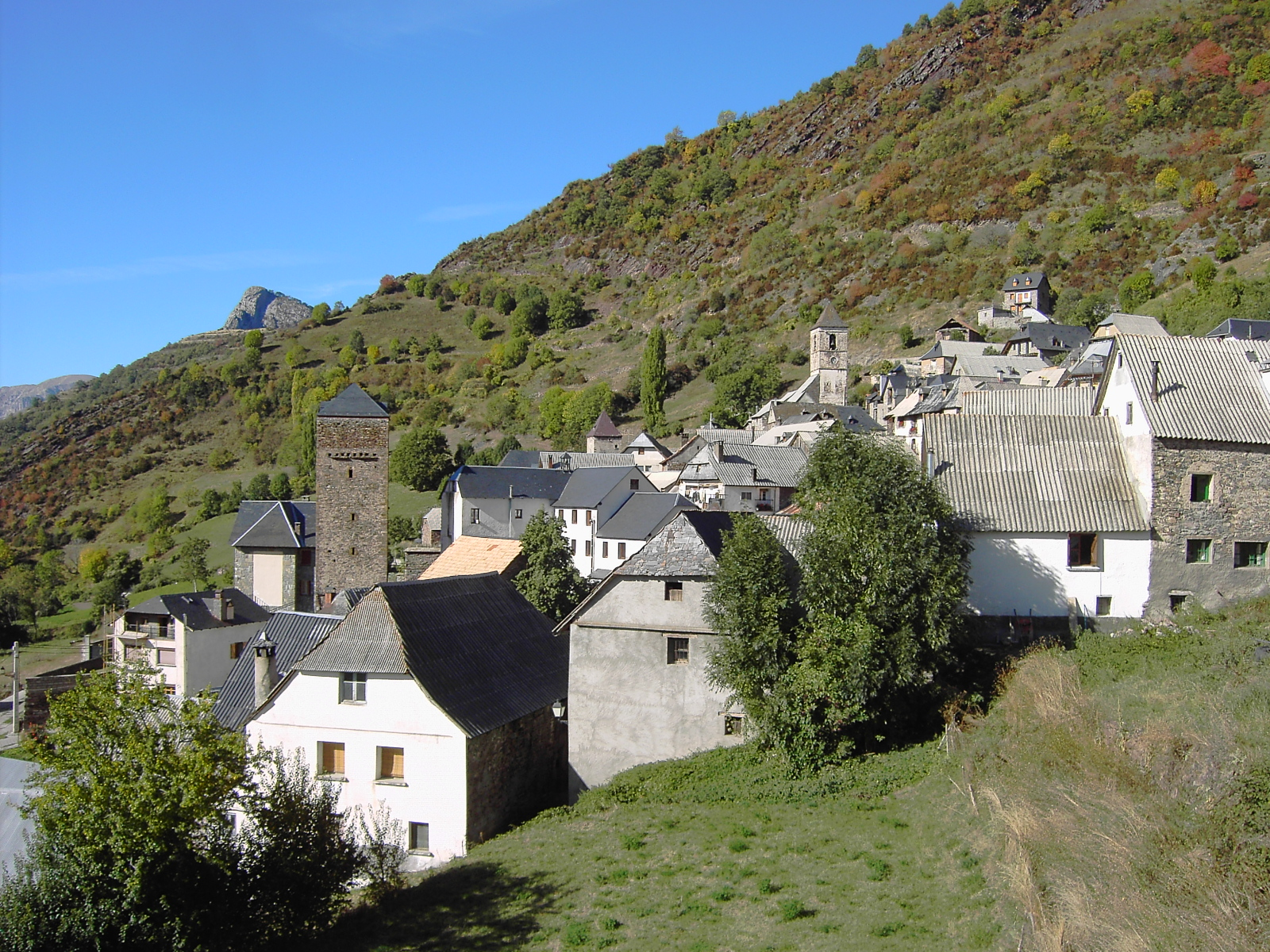
Хістаїн